# Robson Mrombe
Robson Mrombe, aussi connu comme Robson Mulombe (né à Wankie le 12 septembre 1945 et mort le 13 mai 2025) est un athlète marathonien africain zimbabwéen qui participe au marathon des Jeux olympiques de Rome en 1964.

## Carrière sportive
Robson Mrombe est originaire de Wankie dans le Zimbabwe. Il commence à courir à l'école de la mission Kanchindu en Zambie dans les années 1950. Il court la plupart du temps pour le club athlétique Wankie qui est alors en concurrence avec le club de l'Alpha Track de Bulawayo dans les épreuves de piste du Zimbabwe dans les années 1960[réf. incomplète].
Mrombe réalise un temps de 2 h 18 min 53 s 7 à Bulawayo en 1964 lors des essais olympiques du marathon Rhodésien[réf. incomplète], Il obtient sa sélection pour les Jeux olympiques de Rome en 1964 où il termine 55e du marathon olympique avec un temps de 2 h 49,.
Robson s'entraîne pour participer aux Jeux olympiques de Mexico en 1968, terminant avec un temps d'environ 2 h 32 lors des essais olympiques Rhodesien à Bulawayo à la fin juin 1968, terminant à la deuxième derrière Mathias Kanda. L'inclusion de Robson dans l'équipe olympique est alors recommandé par John Cheffers, l'entraîneur national de l'équipe d'athlétisme. Cependant, Robson n'est pas sélectionné pour la course.
Un ouvrage sur l'histoire de la participation aux Jeux olympiques de la Rhodesie mentionne Robson.
Robson remporte le championnat du marathon sud-africain sur la poste de la mine Libanon, à 20 kilomètres de Johannesburg, à 6 000 pieds d'altitude, en 1971 en 2 h 32 min 13 s.
Une rétrospective sur la carrière de course de Robson est publiée par le Zimbabwe Herald en 2011. Parlant de son expérience olympique de 1964, il déclare dans celle-ci : « J'étais très excité de participer aux Jeux. Cependant, il y avait beaucoup de ségrégation, nous n’étions pas bien traités. La plupart du temps, nous étions cachés dans le village olympique et n'étions pas autorisés à sortir alors que nos coéquipiers blancs pouvaient aller partout. ». 
Robson commence à courir à l'école de la mission Kanchindu en Zambie dans les années 1950. Il connait une série de victoires à partir de 1970. Selon l'article du Herald de 2011 : « Il a gagné la course [marathon] des Mines de Chambre en Afrique du Sud en 1966 et la course de l'État libre d'Orange la même année. Il remporte cette même course pour la seconde fois en 1970. Sa série de victoires se termine en 1974 avec une deuxième place derrière John Shaba, le coureur de Zisco Steel ».
Honoré par la communauté Wankie à un âge avancé, il est nommé membre d'honneur du demi-marathon de la paix Kujatana Nkubotu qui est organisé chaque année à Binga.
Lorsqu'on lui a demandé des conseils pour les plus jeunes, Robson déclare : « J'encourage les jeunes athlètes à prendre le sport au sérieux parce que même dans ma vieillesse, je ne me sens pas si vieux à cause de l'entrainement que j'ai fait. Mon corps est encore fort, c'est quelque chose qui m'a apporté de la joie dans ma vie. C'est une question d'être passionné. ».